# Elsie (Nebraska)
Elsie è un comune degli Stati Uniti d'America, situato nello Stato del Nebraska, nella contea di Perkins.